# Hylaeus atriceps
Hylaeus atriceps är en biart som först beskrevs av Heinrich Friese 1911.  Hylaeus atriceps ingår i släktet citronbin, och familjen korttungebin. Inga underarter finns listade i Catalogue of Life.